# Ratje
Ratje (Duits: Rathje) is een plaats in Slovenië en maakt deel uit van de gemeente Žužemberk in de NUTS-3-regio Jugovzhodna Slovenija. De plaats telde 40 inwoners op 1 januari 2020.